# Kalle Ankas pingvin
Kalle Ankas pingvin (engelska: Donald's Penguin) är en amerikansk animerad kortfilm med Kalle Anka från 1939.

## Handling
Kalle Anka har fått ett paket från Sydpolen. Det visar sig innehålla en liten pingvin, något som Kalle vid första anblicken blir smickrad av. Men senare verkar han inte komma bra överens med den; bland annat misstänker han pingvinen för att ha ätit upp Kalles guldfisk, något som den inte har gjort.

## Om filmen
Filmen hade svensk premiär den 6 september 1939 på biografen Rex i Stockholm och visades som förfilm till filmen Den laglöses hämnd (engelska: Lawless Valley) från 1938.
Filmen hade svensk nypremiär den 8 december 1947 på Sture-Teatern i Stockholm och ingick i kortfilmsprogrammet Kalle Anka jubilerar tillsammans med Jan Långben som bildrulle, Plutos flyttkalas, Kalle Anka jagar räv, Jan Långben som skeppsredare och Scoutchefen Kalle Anka.
När filmen hade svensk biopremiär gick den under titeln Kalle Ankas pingvin. Alternativa titlar genom åren har varit Kalle Ankas pippi från Sydpolen (1947), Kalle Anka och pingvinen och Kalle Anka och den elaka pingvinen.

## Rollista
- Clarence Nash – Kalle Anka
- Louis Manley – hallåman[10]